# Freixenet
Freixenet är en ort i Spanien.   Den ligger i provinsen Província de Girona och regionen Katalonien, i den östra delen av landet, 500 km öster om huvudstaden Madrid. Freixenet ligger 1 333 meter över havet och antalet invånare är 122.
Terrängen runt Freixenet är kuperad söderut, men norrut är den bergig. Runt Freixenet är det glesbefolkat, med 12 invånare per kvadratkilometer. Närmaste större samhälle är Olot, 19,7 km sydost om Freixenet. I omgivningarna runt Freixenet växer i huvudsak blandskog.